# Puchar Izraela w piłce siatkowej mężczyzn (2025)
Puchar Izraela w piłce siatkowej mężczyzn 2025 (właściwie Puchar Państwowy, hebr. ‏גביע המדינה‎) – 65. edycja rozgrywek o siatkarski Puchar Izraela zorganizowana przez Izraelski Związek Piłki Siatkowej (hebr. ‏איגוד הכדורעף בישראל‎, IVA). Rozpoczęła się 13 stycznia.
W Pucharze Izraela wzięło udział 17 drużyn z Superligi i Ligi Narodowej. We wszystkich rundach obowiązywał system pucharowy, a o awansie decydowało jedno spotkanie.
Finał odbył się 4 marca w hali sportowej Enerbox w Haderze. Po raz jedenasty, jednocześnie trzeci raz z rzędu, Puchar Izraela zdobył klub Maccabi Yaadim Tel Awiw, który w finale pokonał Maccabi Mosinzon Hod ha-Szaron.

## System rozgrywek
Puchar Izraela w sezonie 2024/2025 składał się z 1/16 finału, 1/8 finału, ćwierćfinałów, półfinałów i finału. Nie rozgrywano meczu o 3. miejsce.
We wszystkich rundach obowiązywał system pucharowy, a o awansie decydowało jedno spotkanie. Pary w poszczególnych rundach wyłaniano w drodze losowania. Losowanie par 1/16 finału i 1/8 finału odbyło się 18 grudnia, ćwierćfinałów – 23 stycznia, natomiast półfinałów – 6 lutego.
Gospodarzem meczu w parze był zespół z niższej ligi lub – w przypadku, gdy obie drużyny występowały na tym samym poziomie rozgrywkowym – zespół wylosowany jako pierwszy. Finał odbył się w miejscu wyznaczonym przez Izraelski Związek Piłki Siatkowej. Zwycięzca finału zdobył Puchar Izraela.

## Drużyny uczestniczące
W Pucharze Izraela w sezonie 2024/2025 uczestniczyło 17 drużyn: 10 z Superligi i 7 z Ligi Narodowej.
| Superliga (10 drużyn)               | Superliga (10 drużyn) |
| ----------------------------------- | --------------------- |
| Hapoel Aryot Jerozolima             | 1/8 finału            |
| Hapoel Ha-Mapil/Menasze/Emek Chefer | półfinał              |
| Hapoel Galil Matte Aszer            | półfinał              |
| Hapoel Ironi Kirjat Atta            | ćwierćfinał           |
| Hapoel Jo’aw Kefar Sawa             | ćwierćfinał           |
| Hapoel SVA Rechowot                 | 1/8 finału            |
| Maccabi Aszdod                      | 1/8 finału            |
| Maccabi Mosinzon Hod ha-Szaron      | finał                 |
| Maccabi Yaadim Tel Awiw             | zwycięstwo            |
| VC Eilabun                          | 1/8 finału            |

| Liga Narodowa (7 drużyn) | Liga Narodowa (7 drużyn) |
| ------------------------ | ------------------------ |
| Asa Ben Gurion           | 1/8 finału               |
| Bnei Herclijja           | 1/16 finału              |
| Elitzur Natan Aszkelon   | ćwierćfinał              |
| Hapoel Emek Jizre'el     | 1/8 finału               |
| Hapoel Galil Kefar Sawa  | 1/8 finału               |
| Maccabi Bardelas         | 1/8 finału               |
| MS Ramat Awiw 2          | ćwierćfinał              |

## Rozgrywki
Godziny podano według strefy czasowej UTC+2.

### 1/16 finału
| 13 stycznia 202520:30 Źródło: | Bnei Herclijja | 0:3(17:25, 13:25, 19:25) | MS Ramat Awiw 2 | Hala przy szkole Smadar, Herclijja Sędzia: Iris Stojcic |
| 13 stycznia 202520:30 Źródło: |                | 0:3(17:25, 13:25, 19:25) |                 | Hala przy szkole Smadar, Herclijja Sędzia: Iris Stojcic |

### 1/8 finału
| 21 stycznia 202519:00 Źródło: | Hapoel Galil Kefar Sawa | 0:3(16:25, 16:25, 22:25) | Hapoel Galil Matte Aszer/Akka | Hala przy szkole im. Bar-Lewa, Kefar Sawa Sędzia: Rawid Peer i Ja’el Dotan |
| 21 stycznia 202519:00 Źródło: |                         | 0:3(16:25, 16:25, 22:25) |                               | Hala przy szkole im. Bar-Lewa, Kefar Sawa Sędzia: Rawid Peer i Ja’el Dotan |

| 21 stycznia 202519:00 Źródło: | Hapoel Emek Jizre'el | 0:3(17:25, 7:25, 20:25) | Maccabi Mosinzon Hod ha-Szaron | Hala sportowa Jizre'el, Mizra Sędzia: Fajjad Said i Malek Butto |
| 21 stycznia 202519:00 Źródło: |                      | 0:3(17:25, 7:25, 20:25) |                                | Hala sportowa Jizre'el, Mizra Sędzia: Fajjad Said i Malek Butto |

| 21 stycznia 202519:00 Źródło: | Hapoel Ha-Mapil/Menasze/Emek Chefer | 3:2(25:21, 25:16, 26:28, 23:25, 15:12) | Maccabi Aszdod | Hala sportowa, En ha-Choresz Widzów: 90 Sędzia: Majed Abu Szakra i Suhajl Zreik |
| 21 stycznia 202519:00 Źródło: |                                     | 3:2(25:21, 25:16, 26:28, 23:25, 15:12) |                | Hala sportowa, En ha-Choresz Widzów: 90 Sędzia: Majed Abu Szakra i Suhajl Zreik |

| 21 stycznia 202520:00 Źródło: | Hapoel SVA Rechowot | 0:3(23:25, 23:25, 23:25) | Hapoel Jo’aw Kefar Sawa | Hala sportowa Rona Arada, Rechowot Widzów: 67 Sędzia: Luciano Buscemi i Omer Ecjon |
| 21 stycznia 202520:00 Źródło: |                     | 0:3(23:25, 23:25, 23:25) |                         | Hala sportowa Rona Arada, Rechowot Widzów: 67 Sędzia: Luciano Buscemi i Omer Ecjon |

| 21 stycznia 202520:30 Źródło: | MS Ramat Awiw 2 | 3:2(24:26, 26:24, 25:15, 22:25, 15:13) | VC Eilabun | Centrum sportowe Awiw Alliance, Tel Awiw Sędzia: Gal Sadbon i Guy Gal |
| 21 stycznia 202520:30 Źródło: |                 | 3:2(24:26, 26:24, 25:15, 22:25, 15:13) |            | Centrum sportowe Awiw Alliance, Tel Awiw Sędzia: Gal Sadbon i Guy Gal |

| 21 stycznia 202520:30 Źródło: | Asa Ben Gurion | 0:3(14:25, 16:25, 14:25) | Maccabi Yaadim Tel Awiw | Pawilon Samuela Ayrtona, Beer Szewa Sędzia: Igor Maksimow i Lior Lotan |
| 21 stycznia 202520:30 Źródło: |                | 0:3(14:25, 16:25, 14:25) |                         | Pawilon Samuela Ayrtona, Beer Szewa Sędzia: Igor Maksimow i Lior Lotan |

| 21 stycznia 202520:30 Źródło: | Maccabi Bardelas | 0:3(13:25, 15:25, 16:25) | Hapoel Ironi Kirjat Atta | Hala przy szkole Ze’ew, Herclijja Sędzia: Michal Rozenblum i Dan Kac |
| 21 stycznia 202520:30 Źródło: |                  | 0:3(13:25, 15:25, 16:25) |                          | Hala przy szkole Ze’ew, Herclijja Sędzia: Michal Rozenblum i Dan Kac |

| 21 stycznia 202520:30 Źródło: | Elitzur Natan Aszkelon | 3:0(25:13, 25:19, 25:17) | Hapoel Aryot Jerozolima | Hala Natana Friedmana Aszkelon Sędzia: Szlomo Muchtari i Aleksandra Szaposznikow |
| 21 stycznia 202520:30 Źródło: |                        | 3:0(25:13, 25:19, 25:17) |                         | Hala Natana Friedmana Aszkelon Sędzia: Szlomo Muchtari i Aleksandra Szaposznikow |

### Ćwierćfinały
| 1 lutego 202518:00 Źródło: | Maccabi Mosinzon Hod ha-Szaron | 3:0(25:22, 25:18, 25:19) | Hapoel Ironi Kirjat Atta | Hala przy szkole Mosinzon, Hod ha-Szaron Sędzia: Itaj Szikman i Szlomo Muchtari |
| 1 lutego 202518:00 Źródło: |                                | 3:0(25:22, 25:18, 25:19) |                          | Hala przy szkole Mosinzon, Hod ha-Szaron Sędzia: Itaj Szikman i Szlomo Muchtari |

| 1 lutego 202520:00 Źródło: | Maccabi Yaadim Tel Awiw | 3:0(25:13, 25:17, 25:16) | Hapoel Jo’aw Kefar Sawa | Centrum sportowe Hadara Josefa, Tel Awiw Sędzia: Fajjad Said i Malek Butto |
| 1 lutego 202520:00 Źródło: |                         | 3:0(25:13, 25:17, 25:16) |                         | Centrum sportowe Hadara Josefa, Tel Awiw Sędzia: Fajjad Said i Malek Butto |

| 1 lutego 202520:00 Źródło: | Elitzur Natan Aszkelon | 0:3(13:25, 23:25, 14:25) | Hapoel Ha-Mapil/Menasze/Emek Chefer | Hala Natana Friedmana, Aszkelon Sędzia: Luciano Buscemi i Roj Bensimon |
| 1 lutego 202520:00 Źródło: |                        | 0:3(13:25, 23:25, 14:25) |                                     | Hala Natana Friedmana, Aszkelon Sędzia: Luciano Buscemi i Roj Bensimon |

| 1 lutego 202521:00 Źródło: | MS Ramat Awiw 2 | 0:3(10:25, 12:25, 16:25) | Hapoel Galil Matte Aszer/Akka | Centrum sportowe Awiw Alliance, Tel Awiw Sędzia: Iris Stojcic i Dan Kac |
| 1 lutego 202521:00 Źródło: |                 | 0:3(10:25, 12:25, 16:25) |                               | Centrum sportowe Awiw Alliance, Tel Awiw Sędzia: Iris Stojcic i Dan Kac |

### Półfinały
| 20 lutego 202519:00 Źródło: | Maccabi Yaadim Tel Awiw | 3:0(25:19, 26:24, 25:22) | Hapoel Galil Matte Aszer/Akka | Centrum sportowe Hadara Josefa, Tel Awiw Sędzia: Roj Bensimon i Tiran Sheino |
| 20 lutego 202519:00 Źródło: |                         | 3:0(25:19, 26:24, 25:22) |                               | Centrum sportowe Hadara Josefa, Tel Awiw Sędzia: Roj Bensimon i Tiran Sheino |

| 22 lutego 202518:00 Źródło: | Hapoel Ha-Mapil/Menasze/Emek Chefer | 2:3(22:25, 25:22, 20:25, 25:20, 15:17) | Maccabi Mosinzon Hod ha-Szaron | Hala sportowa, En ha-Choresz Widzów: 230 Sędzia: Michal Rozenblum i Ja’el Dotan |
| 22 lutego 202518:00 Źródło: |                                     | 2:3(22:25, 25:22, 20:25, 25:20, 15:17) |                                | Hala sportowa, En ha-Choresz Widzów: 230 Sędzia: Michal Rozenblum i Ja’el Dotan |

### Finał
| 4 marca 202518:30 Źródło: | Maccabi Yaadim Tel Awiw | 3:0(25:20, 25:18, 25:17) | Maccabi Mosinzon Hod ha-Szaron | Hala sportowa Enerbox, Hadera Widzów: 700 Sędzia: Iris Stojcic i Itaj Szikman |
| 4 marca 202518:30 Źródło: |                         | 3:0(25:20, 25:18, 25:17) |                                | Hala sportowa Enerbox, Hadera Widzów: 700 Sędzia: Iris Stojcic i Itaj Szikman |